# Bâtiment Le Marquis
Pour les articles homonymes, voir Marquis (homonymie).
Le Marquis en néerlandais Markiesgebouw est un immeuble de bureaux situé sur le site du quadrilatère entre la rue du Marquis, la place Sainte-Gudule, la rue des Paroissiens et la rue Loxum à Bruxelles en Belgique. On y trouve le siège d'Euronext Bruxelles.

## Histoire
Il a été construit sur le site de l'hospice Sainte-Gudule, qui fut démoli vers 1500 et remplacé par un palais, dans lequel aurait vécu le général et marquis Ambrosio de Spinola à la fin du XVe siècle (d'où le nom Le Marquis). De nombreux bâtiments de la rue du Marquis ont été démolis en 1947 pour la construction de la liaison Nord-Midi et le reste  a été démoli en 1966 pour la construction du métro.
Le bâtiment Marquis a été construit à la fin des années 1980 sur commande de la compagnie d'assurance Groupe AG, l'ensemble du projet a été coordonné par Language of Forms et les plans ont été élaborés par l'Atelier d'Architecture de Genval sous la direction de l'architecte André Jacqmain. L'architecte du bâtiment du Marquis était ELD Partnership d'Anvers, qui a également coordonné la mise en œuvre.
Le bâtiment a abrité une partie importante de l'administration flamande entre 1989 et 2007. En 2009, il a été entièrement rénové pour un coût de 50 millions d'euros. En 2010, Fortis Holding (plus tard l'assureur Ageas) y a établi son siège social et son siège statutaire. Euronext Bruxelles y est également implanté depuis 2015. Fin 2022, Ageas a annoncé son intention de déménager au Manhattan Center.